# Ecume de Mer
L'Ecume de Mer  è una imbarcazione a vela prodotta negli anni settanta in Francia.

## Storia
"Spuma del mare”, è la traduzione letteraria del nome di questa barca che nella prima metà degli anni settanta si contendeva le vittorie in regata con lo "Sciacchetrà", celebre imbarcazione prodotta dal cantiere Barberis di La Spezia.
L'Ecume de Mer venne prodotta dai cantieri Mallard a La Rochelle, nella Charente-Maritime, tra il 1970 e la fine del 1976 in oltre mille esemplari a dimostrazione della diffusione e del successo del progetto del giovane architetto Jean Marie Finot, già autore in quegli anni, di barche celebri ed intramontabili come il Comet 910, prodotto in Italia dalla SIPLA (poi Comar).
Il disegno, molto elegante, prevede una prua slanciata ed una poppa rastremata, ma ben raccordata, che risaltano la linea di galleggiamento di poco inferiore ai sei metri. Nonostante la lunghezza complessiva sotto gli otto metri, l'Ecume offre abitabilità per cinque persone.

## Tecnica
Una delle caratteristiche principali, che rende questa barca molto apprezzata, è la sua capacità di stringere il vento nell'andatura di bolina. Ciò consente di risalire più facilmente il vento, percorrendo meno acqua tra una boa e l'altra. Un'altra andatura in cui questa barca riesce a dare il meglio di sé è il lasco, eseguibile anche con mare mosso. Lo scafo era di struttura robusta per adattarsi a regate e crociere a medio raggio.
L'Ecume ha un armo classico configurato come uno sloop armato in testa, con l'albero di dimensioni generose e con la superficie velica totale che rende la barca capace di dare buone prestazioni in regata.Grazie allo sviluppo della carena il passo sull'onda è ottimo anche con mare formato, docile alla barra e non si ha mai la sensazione di faticare a bolinare. Il nvaiglio era Disponibile con due tipi di bulbo (sia corto che lungo).

## Galleria d'immagini

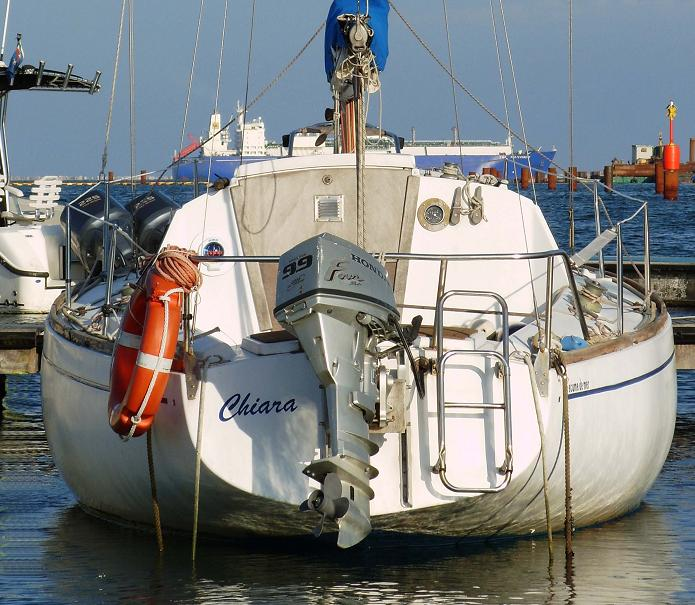
Vista da poppa
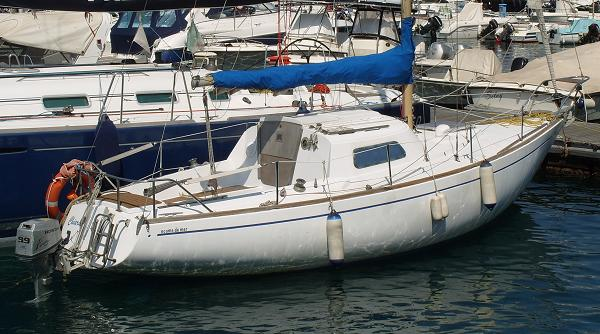
Profilo della nave
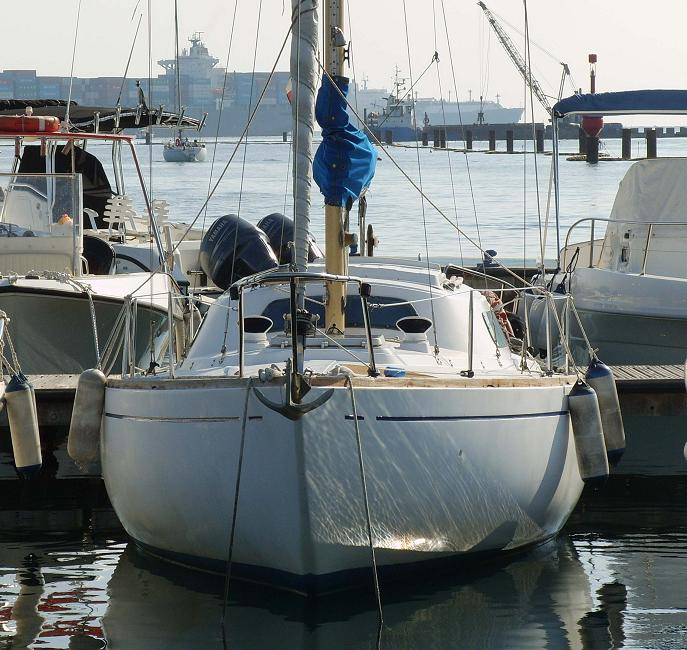
Vista da prua
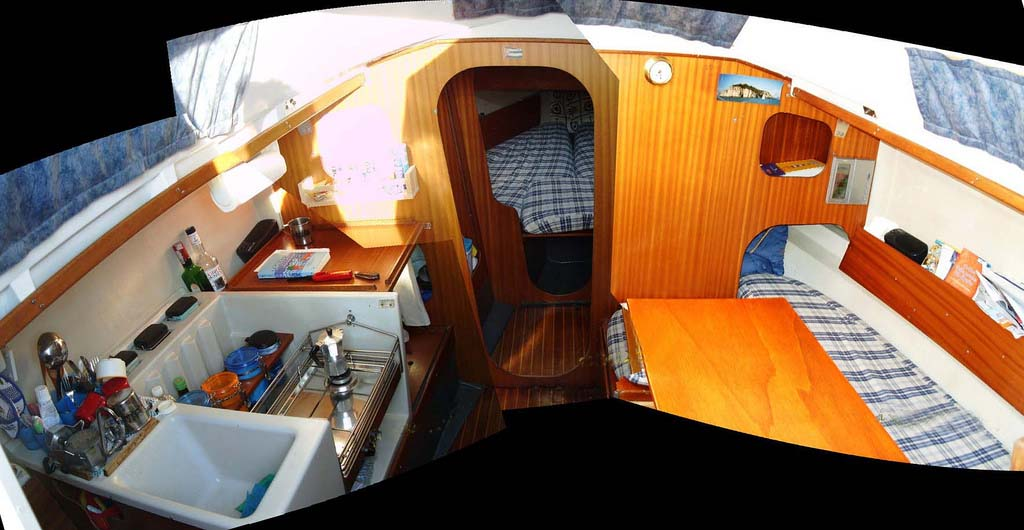
Interni